# Elisabeth van Hongarije (1255-1313)
Elisabeth van Hongarije (circa 1255 - 1313) was een Hongaarse prinses uit de Árpáden-dynastie. Ze werd zalig verklaard door de Rooms-Katholieke Kerk.

## Levensloop
Elisabeth was de oudste dochter van koning Stefanus V van Hongarije uit diens huwelijk met Elisabeth van Koemanië. Ze was voorbestemd voor een kloosterleven en werd in 1263 zuster in het dominicanessenklooster op Hazeneiland in Boeda, waarvan haar tante Margaretha abdis was. Na de dood van haar tante in 1270 werd ze zelf abdis. Ze droeg door de aankoop van onroerend goed aanzienlijk bij aan de materiële rijkdom van het klooster. Haar leven in het klooster werd onderbroken toen ze door haar broer Ladislaus IV op diplomatieke missie naar Servië werd gestuurd. Ze werd daar tegen haar wil ontvoerd door koning Stefan Uroš II Milutin, waarna ze met hem moest trouwen. Ze kregen een dochter Zorica.
Het huwelijk was al van meet af aan omstreden. Elisabeth had niet alleen haar kloostergeloften verbroken, ze was ook gehuwd met een Servisch-Orthodoxe man, terwijl ze zelf katholiek bleef. Daarenboven was het verboden voor broers en zussen om te trouwen met een vrouw uit een familie met wie men reeds verzwagerd was, wat hier het geval was aangezien Elisabeths zus Catharina reeds gehuwd was met Stefans broer Stefan Dragutin. Ook zou Stefan Uroš II nog niet gescheiden geweest zijn van zijn vorige echtgenote Helena Doukaina Angela. Om een aanzienlijk schandaal te vermijden drong Stefans moeder Helena van Anjou er bij de paus op aan om het huwelijk te ontbinden. Elisabeth zelf werd teruggebracht naar het klooster op Hazeneiland, wat het einde van de relatie betekende. Het is niet zeker wanneer deze gebeurtenissen zich hebben afgespeeld, maar historici nemen aan dat het rond het jaar 1286 gebeurde.
In 1287/1288 trok Zavis van Falkenstein, de feitelijke machthebber van Bohemen, naar het hof van koning Ladislaus IV van Hongarije om een partner te zoeken. Hij wilde namelijk een alliantie sluiten met de Hongaarse koning, om hem te ondersteunen tegen de Boheemse adel en koning Wenceslaus II, die vijandig tegenover hem stonden. Ladislaus schoof zijn zus Elisabeth naar voren als bruid. Hij liet haar uit het klooster op de Hazenberg halen en op 4 mei 1288 huwde ze met Zavis. Elisabeth en Zavis probeerden het aartsbisdom van Esztergom er van te overtuigen om het huwelijk te erkennen, maar dit mislukte. Vervolgens trok het echtpaar zich terug in de burcht van Svojanov, waar Elisabeth in december 1288 het leven schonk aan een zoon. Bij de doop wilde Zavis ook koning Wenceslaus II uitnodigen en hij stond erop de uitnodiging in Praag persoonlijk te gaan overhandigen. Toen Zavis in januari 1289 in Praag arriveerde, werd hij echter onmiddellijk gevangengenomen. Hij werd gedwongen om de koninklijke goederen terug te geven, maar hij weigerde, werd vervolgens aangeklaagd voor hoogverraad en op 24 augustus 1290 onthoofd.
Wat er na de executie van Zavis met Elisabeth gebeurde, is niet met zekerheid te achterhalen. Wel zeker is dat Elisabeth in 1300 naar haar zus Maria, echtgenote van koning Karel II van Napels, in Napels trok, waar ze zich terugtrok in het San Pietroklooster. Vermoedelijk was haar zoon op dat moment al overleden. Elisabeth zelf stierf waarschijnlijk rond het jaar 1313. Na haar dood werd ze op een onbekend tijdstip zalig verklaard door de Rooms-Katholieke Kerk. In de loop der tijden is Elisabeth in de Katholieke Kerk vergeten geraakt. Ook wordt ze niet meer vereerd.